# عمران بن حصین
عمران بن حصین (عربی: عمران بن حصين؛ – ۶۷۳) از صحابهٔ محمد و از قاضیان و راویان حدیث بود. او همراه با پدرش در سال هفتم هجری و پس از نبرد خیبر اسلام آورد. در چندین غزوه همراه با محمد شرکت داشت و پرچم قبیلهٔ خویش را حمل می‌کرد. در زمان خلافت عمر برای قضاوت و آموزش احکام به بصره فرستاده شد. حسن بصری و ابن سیرین دربارهٔ او گفته‌اند که هیچ‌کدام از صحابهٔ پیامبر که به بصره وارد شدند بهتر از عمران بن حصین نبودند.